# Barbie e lo schiaccianoci
Barbie e lo Schiaccianoci (Barbie in the Nutcracker) è un film d'animazione direct-to-video del 2001.
Il film, diretto da Owen Hurley, ha come protagonista la popolare bambola Barbie ed è il primo di una lunga serie di lungometraggi che la vedono protagonista. La storia è liberamente ispirata al racconto di Ernst Theodor Amadeus Hoffmann Schiaccianoci e il re dei topi e al balletto Lo schiaccianoci di Pëtr Il'ič Čajkovskij, dal quale riprende anche le musiche eseguite dall'Orchestra Sinfonica di Londra. Il film è stato realizzato in CGI da Mainframe Studios con l'ausilio del motion capture, basandosi per le scene di ballo su coreografie messe in scena dai ballerini del New York City Ballet.

## Trama
Germania, XIX secolo. Clara Drosselmeyer è un'eccellente ballerina che, dopo la morte dei genitori quando era ancora piccola, è stata cresciuta insieme al fratellino Tommy in casa del ricco ma burbero nonno, il signor Drosselmeyer.
La sera della vigilia di Natale, in casa del nonno viene organizzata una festa a cui partecipa anche l'intrepida ed avventurosa zia Elizabeth. Quest'ultima, che ha viaggiato per il mondo ed è di mentalità molto più "aperta" del vecchio Drosselmeyer, decide di regalare alla nipote prediletta un meraviglioso Schiaccianoci. Quella stessa notte, quando tutti dormono, da una minuscola tana di topo nel muro si apre un passaggio magico verso un altro mondo. Lo Schiaccianoci allora prende vita per difendere la casa dal terribile Re Topo, giunto lì grazie al passaggio magico, assieme ai suoi soldati - anch'essi topi, per saccheggiare e distruggere gli addobbi natalizi del salone.
A causa del trambusto, Clara, addormentatasi proprio nel salone in cui è scoppiata la battaglia, si sveglia e corre in aiuto dello Schiaccianoci. Indispettito per la sua intromissione, Re Topo le lancia un incantesimo con lo scettro magico e Clara diventa piccola quanto lo Schiaccianoci e i topi stessi. Clara, che non ha più neppure il vantaggio delle dimensioni, viene protetta dallo Schiaccianoci, ma i due sono in netta minoranza e stanno per essere sconfitti. In un fugace momento di coraggio, tuttavia, la giovane colpisce il Re dei Topi con una delle sue scarpette, facendolo svenire e costringendo i topi alla ritirata attraverso il varco incantato.
Tornata la quiete, Clara chiede allo Schiaccianoci di ridarle le sue vere dimensioni, ma questi a malincuore le dice che nessuno se non la Principessa del Regno Candito può rompere i sortilegi del Re dei Topi. Clara e lo Schiaccianoci allora decidono di andare nel Paese dove vive quest'ultimo, la rinascimentale Partenia - che è anche il reame dei topi, usando il passaggio incantato, per poter trovare la Principessa del Regno Candito e sconfiggere definitivamente il malefico Re Topo.
Il mondo magico nascosto oltre il buco è meraviglioso: la neve di Partenia non è fredda, gli alberi profumano di menta piperita, il cielo non è mai piovoso, i villaggi - fatti di giganteschi dolci colorati come la capitale Pandispezia - si alternano a nature incontaminate e Fate dei Fiori e delle Nevi convivono in armonia con gli abitanti delle città, che non sono topi, ma esseri umani. Tale mondo però è destinato a finire a causa del dominio del Re dei Topi, che da alcuni anni regna crudelmente su quelle terre senza rispettarne i sudditi. Le cittàinfatti sono stati saccheggiate e gli abitanti, guidati dal pomposo Maggiore Menta e dal simpatico Capitano Caramella, sono stati costretti a nascondersi nelle foreste, in rifugi segreti sugli alberi, cercando di opporre una segreta resistenza alla tirannia dell'infido Re Topo, mentre alcune fate sono state imprigionate in pozzi abbandonati.
Clara scopre allora che in realtà Re Topo non è il vero monarca ma soltanto un usurpatore: il vero re sarebbe il principe Eric, figlio del precedente gentile sovrano, deceduto da molto tempo. In attesa che quest'ultimo diventasse maggiorenne, infatti, suo padre aveva nominato reggente il suo consigliere, ossia il crudele Re Topo, cedendogli corona e scettro magico. Quando Eric era diventato adulto, questi si era rifiutato di cedere il potere a cui si era tanto affezionato, mentre il principe era scomparso in circostanze misteriose, forse ucciso dal feroce Re Topo, anche se i sudditi ritengono, visto il carattere immaturo del giovane, che il principe li abbia semplicemente abbandonati per non assumersi la responsabilità del regno.
Il Capitano Caramella e il Maggiore Menta, nonostante le prime reticenze - più del Maggiore che del Capitano -, decidono di aiutare Clara e lo Schiaccianoci nella loro ricerca della principessa.
Durante il viaggio, lo Schiaccianoci ha più volte modo di dimostrare il suo coraggio nonostante sia solo un pezzo di legno. In un primo tempo, infatti, soccorre il Capitano Caramella che rischia di precipitare in fondo ad un burrone e poi, giunti nei pressi del Mare delle Tempeste, riesce a salvare i suoi compagni da un feroce gigante di sassi, inviato da Re Topo per eliminarli. Clara, che ha già capito che lo Schiaccianoci in realtà è lo scomparso principe Eric - trasformato da Re Topo in uno schiaccianoci e salvatosi da un altro incantesimo che poteva ucciderlo, fuggendo dal castello anni prima -, prova a convincerlo ad abbandonare la ricerca della Principessa del Regno Candito e a reclamare il titolo che gli spetta, convinta che il coraggio e l'amore dello Schiaccianoci per il suo popolo siano sufficienti a liberare il reame dalla crudeltà di Re Topo, ma lo Schiaccianoci si ritiene indegno di essere re, quindi la ricerca continua.
Il gruppo alla fine giunge all'isola dove tutti pensano dimori la Principessa del Regno Candito, ma qui ad attenderli c'è solo l'ennesima trappola del Re dei Topi: lo Schiaccianoci, Caramella e Menta vengono catturati dal maligno pipistrello Pimm, servitore e spia di Re Topo, mentre Clara, scampata alla cattura, è comunque messa in condizioni di non poter abbandonare l'isola.
Grazie all'aiuto delle Fate dei Fiori, tuttavia, la giovane riesce a fuggire e a raggiungere il sinistro castello di Re Topo, dove libera i suoi amici dalla prigione magica in cui erano rinchiusi. Re Topo, nel frattempo, con un sortilegio ha reso arida e grigia la terra e ha trasformato in pietra tutti gli abitanti del regno che ora sono semplici statue nel cortile del palazzo reale. Lo Schiaccianoci, inorridito di fronte a tanta crudeltà, decide di affrontare Re Topo anche senza l'aiuto della Principessa del Regno Candito e così inizia un combattimento all'ultimo sangue tra i due.
Re Topo, anche grazie alla magia, è molto più forte e riesce a ferire a morte lo Schiaccianoci. Clara, disperata, si intromette di nuovo per difenderlo, incurante del pericolo, e questo suo atto di coraggio dà allo Schiaccianoci la forza per un ultimo disperato gesto di rivalsa: usando la spada come uno specchio, infatti, impedisce che l'ennesimo incantesimo di Re Topo colpisca Clara, deviando il sortilegio verso il suo creatore. Il roditore perde così il suo scettro e tutti i suoi poteri e, ridotto a dimensioni ancora più piccole, fugge sconfitto nelle fogne.
Lo Schiaccianoci tuttavia è ferito e rischia di morire, ma Clara, baciandolo, rompe l'incantesimo con il vero amore e ridà sembianze umane al principe Eric. La Principessa del regno Candito, infatti, non è altri che Clara stessa: solo lei del resto poteva rompere i sortilegi del Re dei Topi e, a riprova di ciò, non solo tutti gli abitanti del reame si "spietrificano", ma anche Clara stessa si trasforma in una bellissima e luminosa principessa.
Il ritornato Eric e la bella Clara, ormai innamorati, con la loro danza d'amore rendono il regno di nuovo verde e florido. Tutti sono felici e vogliono Eric come re, il quale rivela a Clara il suo amore, affinché lo sposi e regni con lui come regina di Partenia. Prima di lasciare casa sua, Clara aveva ricevuto un ciondolo che, se aperto, l'avrebbe riportata a casa una volta trovata la Principessa del Regno Candito, ma ora la ragazza decide di rinunciare alla sua vita precedente perché capisce che vuole solo restare con Eric.
Proprio in quell'istante però Re Topo, apparso all'improvviso in sella al suo pipistrello, strappa il ciondolo dal collo di Clara e lo apre, determinando così il ritorno della ragazza nel suo mondo e separandola per sempre da Eric. 
Re Topo tuttavia riceve la giusta punizione: colpito da una palla di neve tirata da una coraggiosa bambina suddita dello Schiaccianoci, muore precipitando insieme al suo pipistrello. Nel frattempo Clara si risveglia nel salone di casa sua e con sorpresa scopre che il suo viaggio è durato solo una notte, giusto il tempo di un sogno.
Nonostante ciò, lo Schiaccianoci sembra essere sparito e Clara lo cerca ovunque senza riuscire a trovarlo. Proprio allora, zia Elizabeth entra nel salone e le presenta un giovane di sua conoscenza, omonimo ed identico ad Eric, il quale, in realtà, è proprio lo stesso principe venuto a cercare la sua amata nel mondo reale, lasciando il suo regno ai saggi Menta e Caramella. 
Rimasto solo con la fanciulla, infatti, Eric ridà a Clara il ciondolo sottratto al defunto topo come prova che la loro avventura è stata reale e i due, innamorati più che mai, danzano insieme, rinnovando la loro promessa di eterno amore.

## Personaggi
- Clara Drosselmeyer: splendida fanciulla cresciuta insieme al fratello Tommy. Come recita la profezia sulla Principessa del Regno Candito è anche "buona d'animo, intelligente e molto coraggiosa". Viene rimpicciolita da Re Topo e con lo Schiaccianoci intraprende un viaggio avventuroso attraverso il mondo magico di Partenia. Capisce subito che lo Schiaccianoci altri non è che lo scomparso Principe Eric e cerca più volte di incoraggiarlo a reclamare il trono che gli spetta di diritto, convinta del suo coraggio e del suo buon cuore. Finirà col tempo per innamorarsi di lui. È anche la Principessa del Regno Candito, l'unica che, secondo la profezia sia in grado di annientare i sortilegi del Re dei Topi.
- Schiaccianoci/Principe Eric: uomo di legno che Clara ottiene in dono da sua zia Elisabeth come regalo di Natale. In realtà è il principe di Partenia, erede al trono, trasformato in schiaccianoci da Re Topo che ne ha usurpato il trono. È molto nobile e coraggioso, sebbene i suoi sudditi all'inizio pensino che lui li abbia abbandonati costringendoli così a subire il dominio di Re Topo. Anche lo Schiaccianoci avrà molto spesso modo di dimostrare il suo coraggio: affronterà più volte l'esercito dei topi, aiuterà il capitano Caramella a non precipitare in un burrone e salverà i suoi amici da un feroce gigante di sassi.
- Re Topo: grosso topo, dotato di uno scettro magico. Precedentemente era il consigliere del defunto Re di Partenia, ma poi si rifiutò di consegnare la corona al principe Eric, legittimo erede al trono, e lo trasformò in schiaccianoci. Egoista, crudele e bieco, impone un regime dispotico che costringe i suoi sudditi a vivere da ribelli nella foresta. Cerca inutilmente di distruggere lo Schiaccianoci, l'unico che possa opporsi al suo dominio e rimpicciolisce Clara con un incantesimo. Sarà per colpa sua se quest'ultima, nonostante l'amore per Eric, sarà costretta a tornare nel suo mondo.
- Pipistrello Pimm: infido pipistrello, spia e consigliere di Re Topo. Più volte pedina segretamente Clara e lo Schiaccianoci durante il loro viaggio e riferisce a Re Topo le loro intenzioni.
- Maggiore Menta: pomposa guardia reale che si auto-nomina "comandante" della spedizione per trovare la Principessa del Regno Candito e che è a capo della resistenza contro Re Topo. Ha continue e comiche discussioni con il capitano Caramella. All'inizio è molto deluso dal principe Eric, perché, come tutti, crede che abbia abbandonato il regno alla tirannia di Re Topo. Alla fine rivaluterà lo Schiaccianoci e sarà felice che Eric venga incoronato re.
- Capitano Caramella: simpatico arciere del Bengala, nonché il migliore amico dello scomparso principe Eric. A differenza del maggiore Menta, con cui ha continue scaramucce, non ha mai pensato male del principe Eric e rimane molto dispiaciuto quando crede che il suo amico sia stato ucciso da Re Topo. Alla fine è proprio lui che suggerisce che sia lo Schiaccianoci a prendere il comando della spedizione.
- Fata delle nevi: piccola fata che comanda le fate del gelo che, danzando, provocano tempeste di neve. Clara e lo Schiaccianoci la incontrano una volta varcato il passaggio magico e, poiché la ragazza cura l'ala piegata della piccola fata, questa scioglie la parete di ghiaccio che li separa da Partenia. In seguito le fate geleranno anche il Mare delle Tempeste per permettere a Clara ed allo Schiaccianoci di fuggire dal gigante di sassi.
- Fata dei fiori: creatura magica del regno di Partenia. Comanda le fate dei fiori con cui, danzando, fa sbocciare fiori e frutti. Era imprigionata insieme alle sue compagne in un pozzo, ma, quando Clara e lo Schiaccianoci le liberano, li aiuterà prima a recuperare delle provviste per il viaggio e poi trasporterà Clara sino alla reggia dei topi su un'altalena di fiori, quando la giovane si troverà prigioniera su un'isola da cui non c'è via di fuga.
- Bambini di Partenia: sono due simpatici bambini, sudditi dello Schiaccianoci, che vivono nella capitale: Pandispezie. La bambina è vestita come una caramella, mentre il bambino come un omino di pan di zenzero. Clara e lo Schiaccianoci li trovano insieme al cavallo Marzapane tra i resti del villaggio saccheggiato dall'esercito del Re dei Topi. Sarà la bambina a colpire il pipistrello Pimm con una palla di neve e a determinare così la sua fine e quella di Re Topo.
- Zia Elizabeth: bella ed elegante zia di Clara. Avventurosa ed allegra, sprona sempre la nipote a seguire i suoi sogni e le dona lo schiaccianoci come regalo di Natale. Stranamente sembra sapere dell'avventura vissuta da Clara e dallo Schiaccianoci e, infatti, è lei a presentare alla nipote l'omonimo Eric, venuto nel mondo reale per cercare la sua amata.
- Nonno Drosselmeyer: ricco nonno di Clara che ha adottato lei ed il fratellino dopo la prematura morte dei genitori. Vuole bene ai due ragazzi, ma è molto severo.
- Tommy: fratellino minore di Clara. Sebbene non sia cattivo, è molto viziato ed, infatti, all'inizio senza volerlo romperà il braccio dello schiaccianoci durante una scaramuccia con la sorella.

## Distribuzione
Il film venne distribuito in VHS dalla Artisan Entertainment negli Stati Uniti il 2 ottobre 2001 e in DVD il 23 ottobre dello stesso anno, mentre in Italia fu distribuito dalla Universal Pictures Home Entertainment il 31 ottobre 2001 in VHS e il 31 ottobre 2002 in DVD. È stato trasmesso in prima visione su Canale 5 il 1 novembre 2001, per poi essere replicato su Italia 1 sabato 30 novembre 2002 alle 21.00.

### Edizione italiana
Il doppiaggio italiano è stato eseguito dalla Merak Film di Milano e diretto da Federico Danti su dialoghi di Luisa Sgammeglia e Pino Pirovano.

#### Doppiaggio
| Personaggio                 | Doppiatore originale | Doppiatore italiano |
| --------------------------- | -------------------- | ------------------- |
| Barbie e Clara              | Kelly Sheridan       | Daniela Fava        |
| Schiaccianoci/Principe Eric | Kirby Morrow         | Simone D'Andrea     |
| Re Topo                     | Tim Curry            | Pietro Ubaldi       |
| Pimm                        | Peter Kelamis        | Davide Garbolino    |
| Maggiore Menta              | Christopher Gaze     | Antonio Paiola      |
| Capitano Caramella          | Ian James Corlett    | Giorgio Bonino      |
| Nonno Drosselmeyer          | French Tickner       | Enrico Bertorelli   |
| Zia Elizabeth               | Kathleen Barr        | Elda Olivieri       |
| Cameriera                   | Cathy Weseluck       | Patrizia Scianca    |
| Tommy                       | Alex Doduk           | Patrizia Scianca    |
| Bambino di marzapane        | Danny McKinnon       | Patrizia Scianca    |
| Shelly (Kelly)              | Chantal Strand       | Federica Valenti    |
| Menta Piperita              | Britt McKillip       | Federica Valenti    |

## Premi
2001 - DVD Premiere Awards
- Miglior film animato in DVD a Jesyca C. Durchin e Jennifer Twiner McCarron
- Nomination - Miglior interpretazione di un personaggio animato a Kelly Sheridan (voce), Michael Ferraro e Gino Nichele (direttori della animazioni)
- Nomination - Miglior interpretazione di un personaggio animato a Peter Kelamis (voce) e Chris Buckley (animatore)